# Videodinges
Videodinges is de Vlaamse versie van "America's Funniest Home Videos" op de commerciële televisiezender VTM. Het programma toont een verzameling van korte amateur-video's, ingezonden door het publiek. Acteur/schrijver/komiek Frank Dingenen (later vervangen door zanger Bart Van den Bossche) vulde het programma aan met eigen, meestal grappige, bindteksten.
Elke aflevering werd door middel van een publieksstemming de beste (Vlaamse) inzending geselecteerd voor een plek in de laatste aflevering van het seizoen. De winnaar van deze finale ging dan naar huis met een prijs (veelal onder de vorm van een televisietoestel).
Bart Van den Bossche zong zelf de begingeneriek ten tijde van zijn presentatorschap. Hij schreef het nummer samen met Bert Candries.

## Presentatoren
| Frank Dingenen       | Presentator (1990-1995) |
| Bart Van den Bossche | Presentator (1995-2004) |

## Verwijzingen
- Videodinges werd vermeld in een aflevering van FC De Kampioenen: In aflevering 12 van seizoen 14 (Pol in de put) heeft Marc een nieuwe hobby: hij wil per se een filmpje maken voor Videodinges.
- In aflevering 3 van seizoen 12 van De Kotmadam (Juf Jeanne) probeert Stef geld bij te verdienen door dagelijks bloopers te maken en door te sturen naar Videodinges.